# Le Petit Orphelin
Pour plus de détails, voir Fiche technique et Distribution.
Le Petit Orphelin (The Little Orphan) est le 40e court métrage d'animation américain de la série Tom et Jerry réalisé par William Hanna et Joseph Barbera et sorti en 1949. Il est le 5e film de la série à remporter l'Oscar du meilleur court métrage d'animation.

## Synopsis
Jerry a été invité à prendre soin de Tuffy, un souriceau grise orpheline, pour Thanksgiving. Il a cependant « toujours faim » selon la note épinglée. Jerry tente de nourrir la petite souris, mais les placards étant vide, les deux rongeurs sortent du trou pour voler du lait à Tom, alors dans un sommeil profond. La course poursuite commence quelque temps après la découverte de la table de Thanksgiving : Nibbles avale une orange, Jerry le frappe avec un couteau pour l'enlever et cette dernière tombe tout droit sur la bouche de Tom, le réveillant. S'envole ensuite une course-poursuite avec Tom qui finit par se rendre.

## Fiche technique
- Titre original : The Little Orphan
- Titre français : Le Petit Orphelin
- Réalisation : William Hanna et Joseph Barbera
- Société de production : MGM
- Pays : États-Unis
- Langue : anglais
- Format : couleur (Technicolor) - 35 mm - 1,37:1 - son mono
- Durée : 7 minutes
- Date de sortie :
  - États-Unis : 30 avril 1949

## Production
L'épisode a fait l'objet d'une censure sur les principaux médias de télévision, à l'exception de PBS Kids Sprout (en), concernant la scène où Tom se retrouve en Blackface après s'être brûlé avec une bougie. Depuis les années 1960 (sur le réseau CBS), cette scène a été modifiée afin que Tom conserve sa coiffure indienne.

## Distinctions
- Oscars 1949 : Meilleur court métrage d'animation pour Hanna et Barbera.